# جيثانسس إيكوادورينسس
يعد جيثانسس إيكوادورينسٍس (الإنجليزية: Geissanthus ecuadorensis)و هو من الأنواع النباتية من عائلة المايرسننسي Myrsinaceae. يسبب مرض مستوطن في الإكوادور.